# Anary
L’Anary est un cours d'eau du département de la Drôme dans la région Auvergne-Rhône-Alpes.

C'est un affluent du Toulourenc et donc un sous-affluent du Rhône par l'Ouvèze.

## Géographie
L'Anary traverse le département de la Drôme, sur les communes de Barret-de-Lioure, et Montbrun-les-Bains.
Le torrent d'Anary est attesté en 1891. Il prend sa source sur la commune de Barret-de-Lioure qu'il traverse, puis passe sur celle de Montbrun-les-Bains. Il se jette dans le Toulourenc (orthographié Thoulourenc à cette époque) après un cours, selon différentes sources, de 4 km respectivement de 7,4 km. Le Ravin de Gourerette, arrive depuis le Vallon qui monte vers le Col de l’Homme Mort. Souvent à sec, une source au pied du Grand Pré, aujourd'hui la Riviéra barretière, constitue la présence du torrent. Le Ravin du Riou, normalement à sec, conflue 200 m en aval. 
Tectonique : l'Anary passe sous le chevauchement frontal de la Montagne de Lure, le long de la discordance stratigraphique des terrains tertiaires.

### Affluents
Ses affluents sont :
- Ravins à débit constant, périodique ou épisodique (direction de l'aval)
  - arrivant de gauche (Ubac) : Vallon d’Estourailles ; Ravin de Giboux ; Ravin du Casson ; Ravin de Fontfurlac ; Ravin Combe Chamatte ou Gamatte ; Ravin des Bourneaux ou Boineaux ; Ravin des Berches ou Brèches.
  - arrivant de droite : Ravin du Grand Riou, également appelé Torrent de l'Anary sur la carte IGN ; Ravin du Petit Riou ; Ravin de la Signière ; Ravin d’Ensayet ; Ravin de la Boucoule ; Ravin de Costes-Belles ; Ravins de Trémoux et de Tremble-Roche.
- Ravins sans localisation : Ravin dit du grand dalta de Bays ; Ravin de Touissas ; Ravin de Font Leydier ; Ravin du Toulourain ; Ravin de Papillon ; Ravin du Petit Ubac ; Valat de la Bulière ; Vallon de Germa (Germaine) ; Valat du Toulourain ou de l’Anary ; Valat de Gouraire, Gourerette, Gourayre.

## Hydronymie

### Attestations
Le nom Anary est documenté pour la première fois sur une carte datée d’environ 1760. Jusqu’au début du XXe siècle, le cours de l'Anary est identifié, dans les cadastres, avec celui du Toulourain (Toulourenc).

### Étymologie
Son nom serait d'origine celte : Danari, dérivé de « Dana », importante déesse celte.

## Hydrologie
En 1891, l'Anary a une largeur moyenne de 8 m, une pente de 100 m, un débit ordinaire de 0,15 m3, extraordinaire de 15 m3.